# 중국 축구 협회
중국 축구 협회(중국어: 中国足球协会, 영어: Chinese Football Association)는 중화인민공화국의 축구 협회이다. 현재 중국 슈퍼리그, 중국 갑급리그, 중국 을급리그 및 국가대표팀, 중국 U-20 축구 국가대표팀, 중국 U-17 축구 국가대표팀, 중국 FA컵을 주관한다.

## 역사
중국 최초의 전국적인 축구 협회는 송나라의 “치윤서”부터 시작되었으나 현재 중국 대륙을 통치하는 중화인민공화국에선 UN 가입 이후 축구가 인기를 끌기 시작하면서 축구 협회가 공식적으로 설립되었다.
- 1974년 : 아시아 축구 연맹(AFC) 가입.
- 2002년 : 동아시아 축구 연맹(EAFF) 가입.

## 조직

### 역대 협회장 및 부회장
| 임기        | 회장               | 부회장   |
| ----------- | ------------------ | -------- |
| 1955-1979년 | 황종               | -        |
| 1979-1985년 | 리펑로우           | -        |
| 1985-1989년 | 위엔웨이민         | -        |
| 1989-1992년 | 니엔웨이스         | 순바오롱 |
| 1992-2000년 | 위엔웨이민（겸임） | 왕쥰셩   |
| 2000-2004년 | 위엔웨이민（겸임） | 옌스두어 |
| 2005-2008년 | 위엔웨이민（겸임） | 셰야롱   |
| 2009-2010년 | 위엔웨이민（겸임） | 난롱     |
| 2010-2013년 | 위엔웨이민（겸임） | 웨이디   |
| 2013-2014년 | 위엔웨이민（겸임） | 장지엔   |
| 2014-현직   | 차이젼화           | 장지엔   |

## 같이 보기
- 아시아축구연맹
- 동아시아 축구 연맹
- 중국 축구 국가대표팀
- 중국 여자 축구 국가대표팀
- 중국 슈퍼리그
- 중국 갑급리그
- 중국 을급리그
- 중국 FA컵
- 광둥 홍콩컵
- 마카오 축구 협회
- 홍콩 축구 협회
- 중화 타이베이 축구 협회